# Étienne Brûlé
Pour les articles homonymes, voir Brûlé.
Étienne Brûlé est un truchement, aventurier et marchand français né autour de 1592 à Champigny-sur-Marne et tué par les Hurons en juin 1633, en Huronie (dans l'actuelle Pennsylvanie). Il est l'une des figures des balbutiements de la Nouvelle-France, alors que Samuel de Champlain travaille à l'implantation française en Amérique du Nord.

## Biographie
Étienne Brûlé naît à Champigny-sur-Marne dans le courant des années 1590, peut-être en 1592. Ses parents sont Spire Brûlé et Marguerite Guérin, vignerons mariés à l'église Saint-Saturnin de Champigny-sur-Marne, le 24 janvier 1574. Bien que les registres paroissiaux ne font pas état du baptême d'Étienne, deux frères et une sœur sont baptisés dans la même église : Loïs, le 24 octobre 1574, puis Antoinette, le 23 janvier 1577 et Roch, le 16 août 1581.
Parti de Honfleur le 7 mars 1610, probablement à bord de La Levrette, dont l'expédition est financée par Pierre Dugua de Mons, il y rencontre Samuel de Champlain et devient son premier truchement (interprète) en langue huronne.
Il séjourne chez les Hurons à partir de 1611. Champlain leur avait confié Brûlé pour qu'il apprenne leur langue et fasse l'inventaire de leurs richesses. Il sert plus tard d'interprète entre les Hurons et Champlain quand les premiers demandent au second de participer à leurs guerres contre les Iroquois, ce que Champlain fait à plusieurs reprises, comme lors de l'expédition de Cahiagué, en 1615.
Travaillant pour le compte de compagnies des fourrures qui le rémunèrent pour persuader les autochtones d'amener leurs peaux à la traite, Brûlé n'en demeure pas moins très indépendant. Menant une vie de coureur des bois, il partage le quotidien des Hurons. Il s'habille comme eux, partage la couche de femmes autochtones et fait en partie siens leur mode de vie et leur morale. Ses hôtes l’adoptent même au sein d’un des clans de leur confédération, ce qui établit entre eux des liens familiaux.
Le métissage culturel de Brûlé est à la fois un élément nécessaire de son rôle de truchement et la source de la désapprobation des élites françaises, notamment religieuses, alors présentes en Nouvelle-France. Les missionnaires jésuites et récollets jugent ainsi sévèrement les mœurs de Brûlé et d'autres truchements, qu’ils tiennent pour dissolues.
Durant la vingtaine d'années que passe le Français outre-Atlantique, il visite plusieurs régions du Nord-Est nord-américain. Il est ainsi le découvreur Européen de quatre Grands Lacs (lac Supérieur, lac Érié, lac Ontario, lac Huron et peut-être aussi le lac Michigan), il se rend plus au sud vers l'actuel État de Pennsylvanie et pousse également vers le Nord du pays Huron. Étienne Brûlé est le premier Européen à s'aventurer dans ces contrées : un périple cependant difficile à retracer, car, analphabète, il n'a laissé aucune trace écrite ou carte faisant état de ses pérégrinations. Il traverse entre autres des terres dont la découverte sera plus tard attribuée à d'autres.
En 1622, il retourne en France et rencontre Alixon Coiffier, baptisée le 14 octobre 1587 à Champigny-sur-Marne (Saint-Saturnin), qu'il épouse en 1626. De retour en Nouvelle-France, en 1623, ses services de truchement sont largement sollicités et rémunérés. La Compagnie de Montmorency lui verse ainsi un salaire annuel de 100 pistoles (environ 1 000 livres), une somme considérable. Il revient en France trois ans plus tard, auréolé d'un certain prestige et doté d'un patrimoine notable. Il demeure un certain temps à Paris avec sa nouvelle épouse, mais il est embauché par la Compagnie des Cent-Associés dont le but est entre autres de peupler la colonie. Il repart donc pour Québec, mais le navire de la Compagnie est capturé par le corsaire David Kirke qui souhaite s'emparer de Québec pour le compte de l'Angleterre. Brûlé accepte, avec trois autres compagnons dont le truchement Nicolas Marsolet, de se mettre au service des frères Kirke, trahissant par là Champlain.
En 1629, après la prise de Québec par les Anglais, Brûlé repart pour le pays des Hurons. Aucun Européen ne le revoit vivant. Il est assassiné en 1632 par un ou plusieurs membres de la tribu huronne de l'Ours et mangé par eux, à en croire le père récollet Gabriel Sagard. Bien que le cannibalisme ne soit pas complètement étranger aux Hurons, les historiens considèrent néanmoins aujourd'hui cette thèse comme improbable. Les causes de la mort du truchement demeurent inconnues mais certains supputent qu'elle serait liée à des tentatives d'alliances de Brûlé, perçues comme des trahisons par son entourage huron. Brûlé ayant été lâché par Champlain, les Hurons ne craignent en tout cas plus de représailles des Français, ce qui rend alors envisageable sa mise à mort.

## Postérité
Brûlé est souvent considéré comme le premier Européen franco-ontarien. Un parc, un belvédère et une école publique francophone de Toronto portent son nom. Certains historiens croient également qu'il est le premier Européen à avoir visité ce qui est maintenant l'État américain du Michigan (en 1622).
Étienne Brûlé fait l'objet d'un film, Étienne Brûlé, gibier de potence, réalisé en 1952 par Melburn E. Turner. Il y est dépeint sous un jour négatif participant de la légende noire qui entoure Brûlé, à rebours des hommages qui lui sont parfois faits.

### Sources et bibliographie
- Serge Bouchard, « Étienne Brûlé », De remarquables oubliés, Radio-Canada (première chaîne), diffusée le 25 septembre 2006
- Plume aux vent épisodes III et IV (scénario Patrick Cothias, dessins André Julliard), une bande-dessinée fictive de 2001
- Emile Ducharlet, « Étienne Brûlé, premier interprète de Champlain », dans Autour de Samuel Champlain, 27 février 2006
- François Dallaire, Le sauvage blanc, Paris : L'Harmattan, 208 p.  (ISBN 2-7475-3339-5) [roman historique]
- Olga Jurgens, « Brûlé, Étienne », dans Dictionnaire biographique du Canada, Université Laval et University of Toronto, 2000
- Michel Michaud, Le Roman d'Étienne Brûlé, Montréal : Libre expression, 1998, 532 p.  (ISBN 2-89111-785-9)
- Jean-François Beaudet, Étienne Brûlé, Montréal : Lidec, 1993, 61 p.  (ISBN 2-7608-7021-9)
- (en) James Herbert Cranston. Étienne Brûlé, Immortal Scoundrel Toronto : Ryerson Press, 1947, 144 p.
- Jules Tremblay, « La sépulture d'Étienne Brulé », dans Mémoires de la Société royale du Canada. 3e série ; Tome IX, Ottawa : Royal Society of Canada, 1915, p. 145-164
- Benjamin Sulte, « Étienne Brulé - II », dans Mémoires de la Société Royale du Canada. Section I; 3e série; Tome I, Ottawa : Royal Society of Canada, 1908, p. 97-126
- (en) Consul Willshire Butterfield, History of Brulé's Discoveries and Explorations, 1610-1626, Cleveland, Helman-Taylor, 1898, 184 p., [lire en ligne], [lire en ligne]
- Jean-Claude Larocque et Denis Sauvé, Trilogie pour la jeunesse sur Étienne Brûlé.
  - Tome 1 Étienne Brûlé, le fils de Champlain, Éditions David, janvier 2010,  (ISBN 978-2-89597-119-1) ;
  - Tome 2 Étienne Brûlé, le fils des Hurons, Éditions David, octobre 2010.  (ISBN 978-2-89597-130-6)
  - Tome 3 Étienne Brûlé, le fils sacrifié, Éditions David, octobre 2011.
- Philippe Valode, Les grands explorateurs français de Jacques Cartier à nos jours, L'Archipel, 2008  (ISBN 978-2-8098-0108-8), p. 43
- Gilles Havard, L'Amérique fantôme : les aventuriers francophones du Nouveau Monde, Flammarion, 2019, 649 p. (ISBN 978-2-89077-881-8)
- AD Val-de-Marne (Champigny-sur-Marne, 94017). Réf: Lise Dandonneau, généalogiste.